# Peter Toyfl
Peter Toyfl (* 7. August 1941 in Wien) ist ein ehemaliger österreichischer Eisschnellläufer.
Toyfl, der für den Wiener Eislauf-Verein startete, nahm von 1959 bis 1966 an internationalen Wettbewerben teil und errang bei der Mehrkampfeuropameisterschaft 1962 in Oslo den 31. Platz im Großen Vierkampf. Bei seiner einzigen Teilnahme an Olympischen Winterspielen im Februar 1964 in Innsbruck belegte er den 48. Platz über 1500 m und den 36. Rang über 500 m. Seine beste Platzierung bei österreichischen Meisterschaften erreichte er in den Jahren 1962, 1964 und 1966 mit dem zweiten Platz im Großen Vierkampf. Er nahm an keiner Weltmeisterschaft teil.

## Persönliche Bestzeiten
| Disziplin | Zeit        | Datum             | Ort       |
| --------- | ----------- | ----------------- | --------- |
| 500 m     | 43,7 s      | 4. Februar 1964   | Innsbruck |
| 1000 m    | 1:32,0 min  | 1. Februar 1964   | Innsbruck |
| 1500 m    | 2:23,3 min  | 11. Dezember 1966 | Inzell    |
| 3000 m    | 5:09,7 min  | 29. Januar 1966   | Inzell    |
| 5000 m    | 8:43,6 min  | 18. Januar 1964   | Innsbruck |
| 10.000 m  | 18:10,2 min | 18. Januar 1964   | Innsbruck |